# Prompter

Schemat działania telepromptera:
(1) Kamera
(2) Osłona
(3) Monitor telepromptera
(4) Lustro weneckie
(5) Obraz prezentera
(6) Obraz z monitora

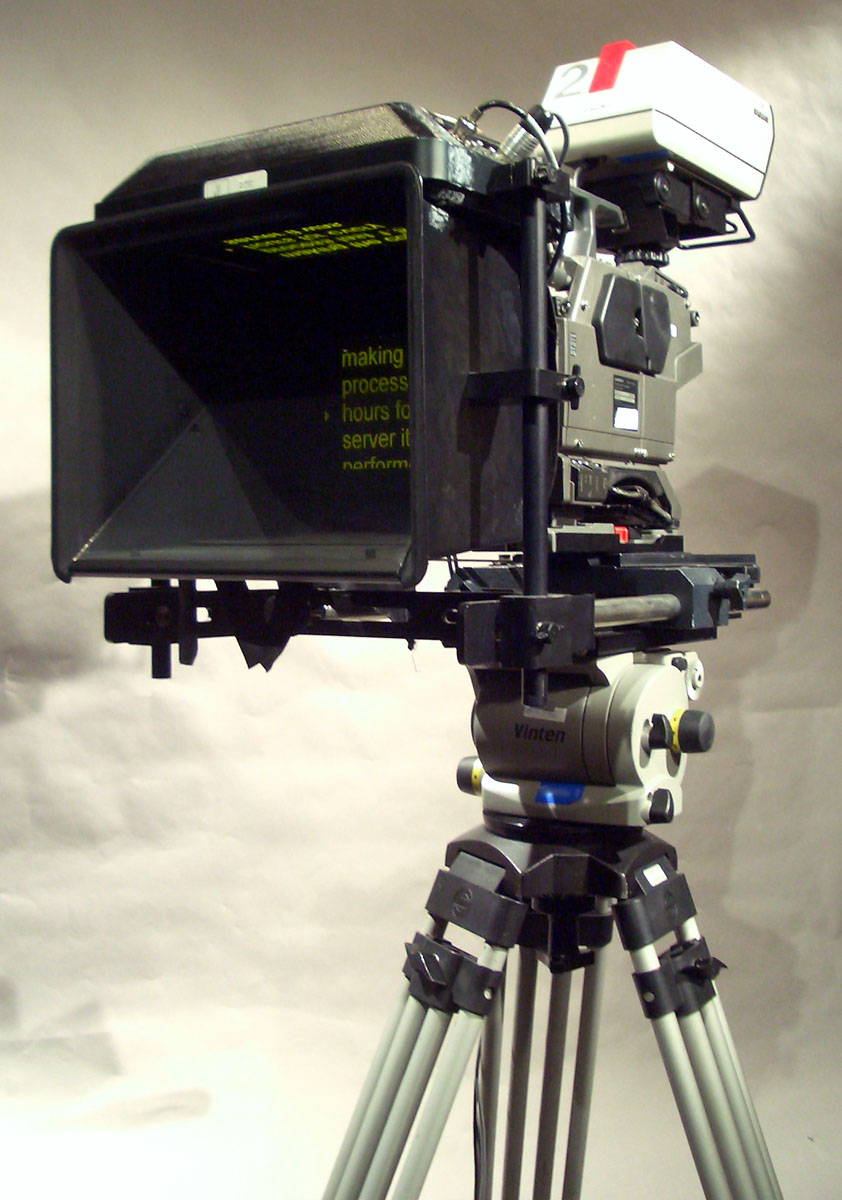
Kamera z prompterem

Prompter (także teleprompter, autocue) – urządzenie służące do wyświetlania wcześniej zapisanego tekstu, który jest czytany przez osobę stojącą przed kamerą.
Ekran promptera jest montowany w pozycji poziomej przed obiektywem kamery, a wytwarzany przez niego obraz jest odbijany przez lustra weneckie umieszczone na osi optycznej kamery. Osoba czytająca tekst z promptera może patrzeć wprost w obiektyw, co daje złudzenie naturalnego mówienia z pamięci.
Aby zminimalizować przenikanie obrazu promptera przez lustro do obiektywu kamery najczęściej stosuje się biały tekst wyświetlany na czarnym tle.
Promptery są wykorzystywane głównie w studiach telewizyjnych, ale używa się ich również podczas przemówień, a także na koncertach.
W niektórych przypadkach zamiast promptera stosuje się plansze suflerskie (ang. cue cards) z zapisanym lub wydrukowanym tekstem. Plansze te muszą być umieszczone poza osią kamery, dlatego osoba czytająca z nich tekst nie może patrzeć prosto w obiektyw.

## Nazwa
Nazwy teleprompter i autocue pochodzą od nazwy firm, które produkowały te urządzenia. Firma TelePrompTer rozpoczęła działalność w USA w roku 1955. Początkowo oferowała promptery mechaniczne. Firma Autocue LTD powstała w podobnym czasie w Anglii. Określenia autocue jest używane w Wielkiej Brytanii, Irlandii i Australii, w pozostałych krajach stosuje się określenie teleprompter lub prompter.